# Tristan Güther
Tristan Ralf Maximilian Güther (Bad Reichenhall, 19 agosto 2003) è un giocatore di football americano tedesco, che gioca come wide receiver per i Berlin Thunder.
Dopo aver giocato per due diverse squadre giovanili, passa in prima squadra ai Potsdam Royals, per poi trasferirsi agli austriaci Salzburg Ducks e tornare successivamente in Germania ai Berlin Thunder.